# 哈维尔·切万顿
埃内斯托·哈维尔·切万顿·埃斯皮诺萨（Ernesto Javier Chevantón Espinosa，1980年8月12日—）是一名前乌拉圭足球运动员，司职前锋。曾在西班牙的職業聯賽效力，後來獲得了西班牙的護照。